# KK Atlas Belgrade
Maillots
Le KK Atlas Belgrade ((sr)KK Atlas Beograd), aussi connu comme Atlas Banka Novi Beograd est un club serbe de basket-ball basé à Belgrade.

## Noms successifs
- 1972-1973 : Novi Beograd
- 1973-1991 : IMT Beograd
- 1991-1993 : Info RTM Beograd

Logo du IMT Beograd

- 1993-1994 : IMT-Zeleznicar Beograd
- 1994-2000 : IMT Beopetrol Beograd
- 2000-2003 : Beopetrol Beograd
- 2003-2006 : KK Atlas

## Palmarès
- Vainqueur de la Coupe de Yougoslavie : 1987